# كريبية كبيرة الأزهار
كريبية كبيرة الأزهار (الاسم العلمي:Craibia grandiflora) هي نوع من النباتات يتبع جنس الكريبية من الفصيلة البقولية.